# Ненішорі
Ненішорі (рум. Nenișori) — село у повіті Яломіца в Румунії. Входить до складу комуни Армешешть.
Село розташоване на відстані 52 км на північний схід від Бухареста, 66 км на захід від Слобозії, 136 км на південний захід від Галаца, 124 км на південний схід від Брашова.

## Населення
За даними перепису населення 2002 року у селі проживали 217 осіб, усі — румуни. Усі жителі села рідною мовою назвали румунську.